# Ischrat-howli
Ishrat-howli (usbekisch Ishrat hovli) ist ein Baudenkmal in der Zitadelle von Xivin, Ichan Qalʼа, erbaut 1832–1834. Das Gebäude befindet sich im östlichen Teil des Tasch Hauli und diente als Hotel für die Gäste des Herrschers.
Derzeit ist es in der Liste des materiellen Kulturerbes Usbekistans von republikanischer Bedeutung enthalten. Als Teil der historischen Altstadt von Xiva ist sie Teil des Weltkulturerbes.

## Geschichte
Ishrat-howli wurde im Auftrag von Allakuli Khan als Nebengebäude im Hof des Tasch Hauli errichtet, der zu dieser Zeit der Hauptpalast der Khan von Xiva war. Die Gesamtfläche des Baus beträgt 43 × 36,5 Meter. Das Gebäude wurde für Zeremonien, kulturelle Unterhaltung und Botschafterempfänge genutzt. Der Haupteingang ist mit geschnitzten Holzsäulen und Panjara (gemustertes Fenstergitter in den Ländern des mittelalterlichen Zentralasiens) geschmückt. Das Eingangsportal des Gebäudes ist mit Majolika mit einer hellen, bemalten Decke und kleinen Türmen an den Seiten verziert, die im Interieur sehr feierlich und einem Theater ähnlich sind. Der Innenraum des Gebäudes ist mit Ganch-Schnitzereien, Muqarnas und blühenden Bäumen und Früchten in Schwarz, Blau und Rot geschmückt. In der Mitte des Hofes wurde ein runder Ziegelplatz für den Aufenthalt im Sommer errichtet.
Um den Umfang des Hofes in Ishrat-howli sind im zweiten Stock Gästezimmer mit tiefen Iwan eingerichtet, und in der Mitte des Hofes, auf einem erhöhten, runden Platz, wurde traditionell eine Jurte für die Empfänge von Nomadengästen aufgestellt. In Ischrat-howli wurde auf der Marmorbasis des großen Iwan das Baudatum 1832 geprägt.
Zuerst wurde Arzhon, der traditionelle Hof der Empfänge, und dann Ishrat-Hauli errichtet. Beide Höfe sind mit hohen Iwan dekoriert, und ihre Südseite wird durch die Haupthalle geschlossen. Auf den anderen drei Seiten waren die Höfe von Räumlichkeiten für Höflinge umgeben. Über ihnen im zweiten Stock befinden sich Räume mit tiefen Loggien, deren Überdachungen schlanke geschnitzte Säulen unterstützen. Hier führte Khan Anhörungen seiner Untertanen durch, und durch einen speziellen Ausgang wurden Verurteilte zur öffentlichen Hinrichtung gebracht.
Bei der Planung stützten sich die Baumeister des Palastes sowohl auf die Traditionen alte choresmische Herrenhäuser (zum Beispiel die Unterbringung der weiblichen Hälfte im Harem)
als auch auf die Tradition der Festungsarchitektur, die sich in den äußeren fensterlosen Fassaden ausdrückte.